# 波特冰原島峰
72°2′S 161°10′E / 72.033°S 161.167°E
波特冰原島峰（英語：Potter Nunataks），是南極洲的冰原島峰，位於維多利亞地的彭內爾海岸，處於沃卡姆山東北面37公里，美國地質調查局根據測量和該國海軍的空中照片繪入地圖，現時由南極條約體系管理。